# TK Hobby

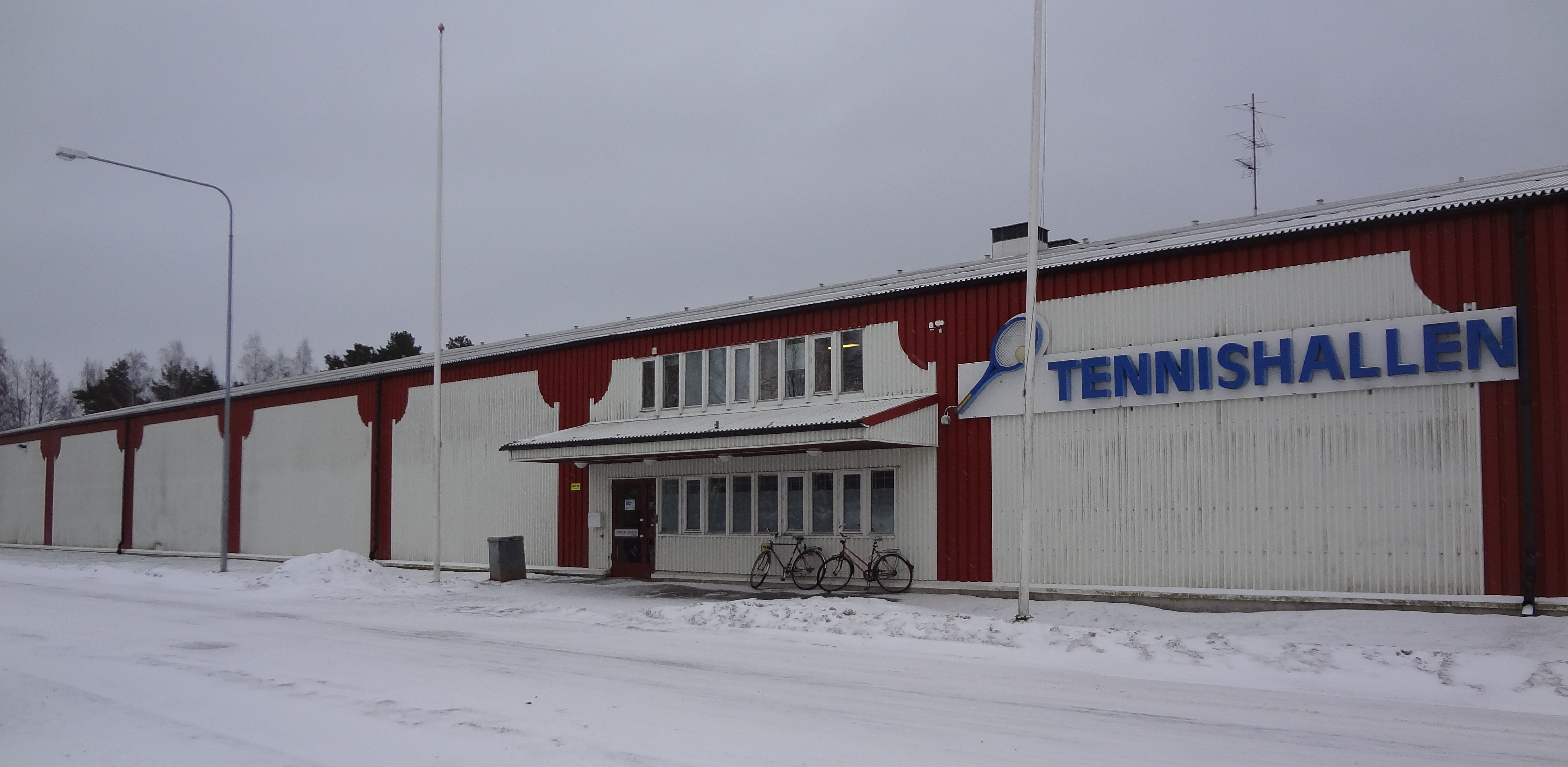
Tennishallen i Eskilstuna som klubben driver.

TK Hobby är en tennisklubb i Eskilstuna.
Tennisklubben äger även sin tennishall som stod klar 1981. Hallen ligger i ett utpräglat idrottsområde med närhet till ishall (Smehallen), fotbollshall, isstadion (Eskilstuna Isstadion), friidrottsarena (Ekängens Friidrotts Arena), fotbollsplaner och en golfbana.